# 和歌山县立理科短期大学
和歌山县立理科短期大学（日语：／ Wakayamakenritsu Rika Tanki Daigaku *）是过去一所位于日本和歌山县和歌山市的公立短期大学。

## 概要

### 简介
- 学校最早可以追溯到1947年成立的学校[注 1]、短期大学为于1950年开办[1]、由和歌山县。短期大学招生到1953年、停办于1955年[2]、为男女同校从1950年开办。

### 历史
- 1950年 和歌山县立理科短期大学成立并同时设置一个学科理科化学生物专攻。
- 1953年 最后一年招生、次年停止招生（正式停办于1955年3月31日[2]）

## 学校环境
- 校区：在了和歌山县和歌山市

## 历任校长
- 古武弥四郎：第一代短期大学校长

## 组织

### 学科
- 理科化学生物专攻

### 专科
| - 没有 |

### 业余课程
| - 没有 |

## 相关链接
- 日本短期大学列表
- 和歌山县立医科大学护理短期大学部